# Okeh Records
OKeh Records war eines der ersten einflussreichen US-amerikanischen Independent-Labels, das im Jahr 1918 die ersten Schallplatten veröffentlichte. Der Katalog des Labels reflektiert einen wesentlichen Teil der frühen amerikanischen Blues-, Old-Time- und Jazzgeschichte.

## Geschichte

### Gründungsphase
Der deutsch-amerikanische Plattenmanager Otto Karl Erich Heinemann (1877–1965), ein Bruder von Henry Heinemann, leitete die US-Niederlassung der deutschen Plattenfirma Odeon Records. Während des Ersten Weltkrieges kam er auf die Idee, selbst eine Plattenfirma ohne deutschen Firmenhintergrund aufzubauen. Nach Gründung der Otto Heinemann Phonograph Corporation im Jahr 1916 nebst Tonstudio und Presswerk in New York City kümmerte er sich um die Akquisition von Künstlern zum Aufbau eines Plattenkatalogs. Dieser sollte ursprünglich Pop-, Tanz- und Vaudeville-Stile enthalten. Auch Platten in Deutsch, Polnisch oder Yiddisch waren geplant. Ralph Peer wurde zunächst als Talentsucher beschäftigt und konnte im März 1918 die ersten Interpreten präsentieren. Ab September 1918 wurde der Labelname OkeH beworben. Hierhinter verbargen sich die Anfangsbuchstaben des Labelinhabers Heinemann. Während die 10 inch-Platten für 75 US-cents im Handel erhältlich waren, kosteten die 12-inch-Versionen US $ 1,25 pro Stück.
1919 erhielt Heinemann erforderliches Kapital durch die deutsche Plattenfirma Carl Lindström AG. Davon wurde im Juni 1923 auch ein Lkw finanziert, der in ein mobiles Aufnahmestudio umfunktioniert wurde und so auch Interpreten vor Ort aufnehmen konnte. 1922 wurde Clarence Williams als musikalischer Direktor eingestellt, um die zahlreicher werdenden „Race-Records“ (so wurde die afro-amerikanische Musik genannt) zu managen; Williams sang aber auch selbst beim Label. Williams galt als der erste afro-amerikanische Plattenmanager bei einem weißen Plattenlabel. Er wurde Nachfolger von Fred Hager, der seit Gründung das Labels als Produzent beschäftigt war.
Erste Platte des Labels war die im April 1918 von der „OKeH Military Band“ aufgenommene amerikanische Nationalhymne Star Spangled Banner (OKeH #1001). Die ersten marktfähigen Platten nach einigen Tests kamen durch die Tenöre Charles Hart und Henry Burr mit When The Boys Come Home / The Trumpeter (#1010) im September 1918 auf den Markt. Auch der hauptamtlich für Victor Records singende Tenor Billy Murray gehörte zum Katalog wie ein halbes Dutzend weiterer Tenöre. Eine der ersten Hitparaden-Notizen für das junge Label schaffte die Band von Patrick Conway, die im Januar 1920 den Titel Tents Of Arabs / Nobody Ever (#4071) aufnahm und damit auf Rang sechs der Pop-Charts vordringen konnte. Wenige Platten später wurde im Mai 1920 Billy Murrays Coverversion des Millionensellers Dardanella als B-Seite von I’ll See You In C-U-B-A veröffentlicht, einer Anspielung auf die beginnende Prohibition.

### Erster Millionenseller
Als die Sängerin Sophie Tucker am 11. Februar 1920 nicht zum anberaumten Studiotermin erschienen war, sorgte Peers Produktion der Ersatz-Bluessängerin Mamie Smith im Aufnahmetermin am 10. August 1920 mit dem Crazy Blues / It’s Right Here For You für erste Aufmerksamkeit in der Plattenbranche, denn der von Perry Bradford komponierte Song verkaufte im ersten Monat nach Veröffentlichung im September 1920 zunächst 175.000 Exemplare innerhalb weniger Monate und entwickelte sich danach zum ersten Millionenseller des jungen Labels mit 1,5 Millionen Umsatz. Smith ebnete hiermit den Weg für schwarze Bluessängerinnen wie etwa Billie Holiday oder Bessie Smith. Im Jahr 1921 wurde Mamie Smith zur meistveröffentlichten Interpretin des Labels, wobei das im Mai 1921 erschienene You Can’t Keep A Good Man Down / Baby, You Made Me Fall for You (#4305) für die Bluessängerin mit einem dritten Platz die beste Hitparaden-Notiz ihrer Karriere und auch des Labels bislang war. Mamies Stil (mit den Jazz Hounds, einer weißen Band) war genau genommen kein echter Blues, sondern eher „Jazzgesang“ oder „Vaudeville-Blues“.

### Weitere Bluesinterpreten
Der legendäre afro-amerikanische Pianist und Sänger Fats Waller begann seine Karriere am 21. Oktober 1922 mit der Aufnahme vom Muscle Shoal Blues (#4757) bei OKeh, bevor er ab 1929 bei Victor zum Durchbruch kam. Sophie Tucker erschien dann im Februar 1922 doch noch im OKeh-Plattenstudio, um ihre Single High Brown Blues (#4565) aufzunehmen, die einen sechsten Rang der Charts erreichte. Dann wurde am 5. Januar 1923 mit dem Altmeister und Komponisten des St. Louis Blues, W. C. Handy, zunächst der Louisville Blues eingespielt. Der inzwischen berühmt gewordene Song über die Stadt am Mississippi River folgte am 4. Juni 1923 und wurde im August 1923 (#4896, Platz #11) auf den Markt gebracht. Am 23. Juni 1923 betrat King Olivers Band das Studio, um die erste Platte, den klassischen Dipper Mouth Blues / Where Did You Stay Last Night? (#4918) aufzunehmen, die eine Nummer 9 der Charts erreichte. In jenem Jahr warb OKeh selbstbewusst mit dem Slogan „Die weltbesten Race-Künstler beim weltgrößten Race-Label“.
Im November 1923 erschien unter #8105 mit Someday Sweetheart die erste Platte des legendären Blues-Pianisten Jelly Roll Morton, der aber erst ab 1927 bei Victor berühmt wurde. Die Jazzband von Benny Moten begann hier am 29. November 1924 mit dem Tulsa Blues (#8184), der einflussreiche Bluesgitarrist Lonnie Johnson startete im selben Jahr mit dem Mr. Johnson’s Blues (aufgenommen am 4. November 1925, #8253) seine Karriere. Erste Platten mit eigener Band – und nicht als Mitglied anderer Orchester – machte der legendäre Louis Armstrong bei OKeh. Zusammen mit seiner Begleitband His Hot Five spielte Armstrong am 12. November 1925 den Gut Bucket Blues / Yes! I Am In The Barrel (#8261) ein, veröffentlicht im Dezember 1925. Sein am 26. Februar 1926 aufgenommenes und im März 1926 veröffentlichtes Muskrat Ramble (#8300) erreichte einen achten Rang in der Hitparade. Duke Ellington kam von Victor, bevor er im Jahr 1927 mit Black and Tan Fantasy / What Can A Poor Fella Do (Aufnahmedatum: 3. November 1927, #40955) eine seiner wenigen Singles für OKeh einspielte. Im Februar 1927 erschien Alexander’s Ragtime Band in der Fassung von Miff Mole (26. Januar 1927, #40758), im Oktober 1927 veröffentlichte Bix Beiderbecke sein berühmtes In A Mist (9. September 1927, #40916), das #20 der Charts erreichen konnte. Am 28. Dezember 1928 kommt Mississippi John Hurt ins Studio und präsentiert den Stack O’Lee Blues (Februar 1929, #8654), im April 1934 bringen die Mississippi Sheiks das Original des Blues-Standards Sitting on the Top of the World heraus (aufgenommen am 17. Februar 1930, #8784). Oktober 1934 ist der Erscheinungsmonat des Blue Minor (6. Juli 1935, #41572), der ersten Platte von Schlagzeuger Chick Webbs Band, der zu den gefragtesten Jazzbands der dreißiger Jahre aufsteigen sollte. Big Bill Broonzy bringt im April 1942 sein klassisches I’m Gonna Move to the Outskirts of Town (6. März 1942, #6651) heraus.

### Old-Time-Hits

Fiddlin' John Carson - The Little Old Log Cabin In The Lane
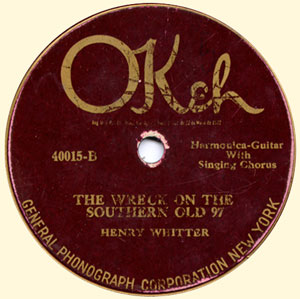
Henry Whitter - Wreck of the Old Southern '97
Ted Daffan's Texans - Bluest Blues (veröffentlicht im April 1944)
Bob Wills & His Texas Playboys - Hang Your Head In Shame (Februar 1945; B-Seite von Smoke On The Water)

Plattengeschichte schrieb OKeh mit dem wohl ersten auf Platte aufgenommenen Song eines ländlichen Musikers Little Old Log Cabin in the Lane / The Old Hen Cackled, veröffentlicht im Juli 1923. Der Titel war nach überwiegender Meinung der Fachwelt unter Regie von Ralph Peer in einem leerstehenden Lagerhaus in Atlanta am 14. Juni 1923 mit dem mobilen OKeh-Tonstudio als OKeh #4890 mit Fiddlin’ John Carson aufgenommen worden. Bei der gleichen Session in Atlanta nahm Peer auch die Bluesvokalistin Fannie May Goosby auf (Grievous Blues, Okeh 8079). Am 7./8. November 1923 nahm Carson – diesmal in New York – You'll Never Miss Your Mother Till She's Gone / Papa's Billy Goat (#4994) auf, das nach der Veröffentlichung im Januar 1924 über eine Million Mal verkauft wurde. Carson blieb dem OKeh-Label von allen Interpreten am längsten treu, nämlich bis zum 31. Oktober 1931. Henry Whitter, der im Dezember 1923 sein selbstgeschriebenes Stück The Wreck of the Old ‘97, das von einer Eisenbahntragödie handelt, zusammen mit acht anderen Titeln bei OKeh aufnahm, spielte damit einen Klassiker ein. Der Titel (#40015) drang bis auf Rang 12 der Hitparade vor.
Auch wenn oftmals von Country-Musik gesprochen wird, handelt es sich tatsächlich um Old-Time Music, einen Stil der Folk-Musik, der vornehmlich von der ländlichen Bevölkerung der Appalachen gespielt wurde und als eine Grundlage der heutigen Country-Musik gilt. Mit der Kommerzialisierung dieser von den anderen Plattenlabels vormals ignorierten Musik schuf OKeh eine Basis für die Entwicklung weiterer Genres, wie beispielsweise auch Country. Es muss jedoch auch erwähnt werden, dass OKeh nicht – entgegen weit verbreiteten Annahmen – das erste Label war, das Old-Time Music veröffentlichte. Die Musikindustrie begann bereits mit Columbia Records im Jahr 1916 mit dem Fiddler Don Richardson und seinem „Arkansaw Traveler“. Victor wiederum war mit dem Fiddler Eck Robertson im März 1923 nur um einige Monate OKeh zuvorgekommen.
Das Repertoire in diesem Genre wurde so stark erweitert, dass OKeh im Oktober 1925 begann, hierfür eine eigene Katalogisierung einzuführen, die von der Plattenfirma als „Old-Time Tunes“ bezeichnet. und im Januar 1928 nochmals ergänzt wurde. Im März 1937 wird mit dem Steel Guitar Chimes / Steel Guitar Blues (#04376) der Country-Mentor Roy Acuff entdeckt, am 25. April 1940 nahm mit dem Steelgitarristen Ted Daffan einer der bedeutendsten Old-Time-Komponisten seine ersten Songs für OKeh auf. Seine erste Single war I'm A Fool To Care / Put Your Little Arms Around Me vom Juni 1940 (#5573), sein größter Hit wurde der Millionenseller Born To Lose / No Letter Today vom Oktober 1943. Bob Wills brachte zwei Nummer-1-Hits heraus, nämlich Smoke On The Water / Hang Your Head In Shame im Februar 1945 und Stars And Stripes On Iwo Jima / You Don't Care What Happens To Me im Mai 1945.

### Weitere Hits
Bei OKeh beginnt auch die Karriere des schwerhörigen Johnnie Ray mit Cry / The Little White Cloud (aufgenommen am 16. Oktober 1951, #6840). Die von Mitch Miller produzierte Platte kommt im November 1951 in die Charts, verkauft über 2 Millionen Exemplare und ist für 11 Wochen auf Rang 1. Ray wechselt danach sofort zur Muttergesellschaft Columbia. Rhythm-&-Blues-Sänger und -Autor Chuck Willis kommt bei OKeh zu Erfolgen in den R&B-Charts (My Story, #2 war größter Erfolg), und sein I Feel So Bad vom Juli 1954 (#7029) übernahm später Elvis Presley. Blues-Shouter Screaming Jay Hawkins bringt im November 1956 seine Eigenkomposition I Put A Spell on You / Little Demon (aufgenommen am 12. September 1956, #7072) heraus, welche die Grundlage für viele spätere Coverversionen bildete (Animals, insbesondere Alan Price Set). Mit Major Lance betritt am 14. September 1962 ein talentierter Soulsänger die Studios und spielt seine erste Single Delilah / Every Time (#7168) ein. Mit dem am 5. August 1963 aufgenommenen Titel Monkey Time (#7175) partizipiert OKeh im Juli 1963 erfolgreich an der auslaufenden Modetanzwelle und kann den Song als Nummer zwei der R&B-Charts (Rang 8 Pop) platzieren. Der Song stammte aus der Feder von Curtis Mayfield, der zu jener Zeit als Produzent und Komponist bei OKeh fungierte. Produzent war Carl Davis, seit 1963 beim Label, der aber Ende 1965 das Label verlassen musste, als Epic Records neuer Eigentümer wurde. Billy Butler & Chanters gelangen im Juni 1965 mit I Can’t Work No Longer und einem sechsten Rang in den R&B-Charts der letzte große Erfolg für das OKeh-Label.
Little Richard spielte ab 1966 für OKeh zwei Alben ein, nämlich The Explosive Little Richard im Oktober 1966, das im Januar 1967 auf den Markt kam, und die LP Little Richard’s Greatest Hits – Recorded Live! (aufgenommen am 25. Januar 1967), veröffentlicht im Juli 1967. Das erste Album wird trotz der hochrangigen Besetzung (Johnny „Guitar“ Watson, Larry Williams, Eddie Fletcher und Glen Willings) ein Flop, die zweite LP mit Studio-Live-Charakter erreichte lediglich Platz #183 der LP-Charts. Auch von den fünf – zwischen 1966 und 1967 – veröffentlichten Little Richard-Singles wurde keine Notiz genommen. Bis 1970 wurden unter dem OKeh-Label erfolglos Singles veröffentlicht, die letzte erschien von den Cheers unter der Katalog-Nr. #7338.

## Häufige Besitzerwechsel
Am 11. November 1926 erwarb das Major-Label Columbia Records die Mehrheit bei OKeh auch wegen der exzellenten Studios in New York. Kurz danach verließ der Produzent Ralph Peer das Label und ging zu Victor. Ersatz war im Februar 1927 Tom Rockwell, der u. a. für Louis Armstrong verantwortlich war. Ab Mitte 1933 wurden bei OKeh nur noch Columbia-Aufnahmen vermarktet, die Pleite von Columbia im November 1933 brachte OKeh kurzzeitig in den Besitz der American Record Company („ARC Records“), wurde jedoch im Jahr 1935 eingestellt. Als dann CBS das Columbia-Label 1940 wieder aktivierte, durfte OKeh den Vocalion-Katalog mit vielen Blues- und Country-Interpreten vermarkten. In dieser Form blieb OKeh bis 1946 im Markt. Epic Records übernahm das Label im Jahr 1965, dann erwarb 1967 wieder CBS die Kapitalanteile, liquidierte jedoch das inzwischen berühmte Label im Jahr 1970 endgültig. Die Veröffentlichungsrechte des Backkataloges gehören heute dem Major-Label Sony BMG Music Entertainment. Anfang 2013 meldete JazzTimes, dass Sony das legendäre Label als Bestandteil von Sony Masterworks unter dem Motto Global Expressions in Jazz mit Aufnahmen von Bill Frisell, John Medeski und David Sanborn / Bob James reaktivieren möchte.

## Historische Plattenlabels

Henry Burr - When The Boys Come Home
Mamie Smith & Her Jazz Hounds - Crazy Blues
Fats Waller - Muscle Shoals Blues
King Oliver's Jazz Band - Dipper Mouth Blues
Lonnie Johnson - Mr. Johnson's Blues
Louis Armstrong - Gut Bucket Blues
Bix Beiderbecke - In A Mist
Johnnie Ray - Cry

## Fazit
OKeh Records war trendsetzend, indem es afro-amerikanische Sängerinnen für weiße Plattenlabels und Käuferschichten attraktiv machte, die Country-Musik popularisieren half und Jazz und Blues mit einer großen Anzahl von Interpreten und Titeln auf Schallplatten konservierte, die heute zu den Klassikern dieser Genres gerechnet werden. Viele Songs wurden hitparadenmäßig unterbewertet, weil dem Label nicht die umfassenden Vertriebsnetze der Major-Labels zur Verfügung standen, um höhere Umsatzniveaus zu erreichen. Das war auch der Grund, warum eine Vielzahl von Interpreten das Label als Trittbrett benutzte, um bei größeren Labels zu Erfolg zu kommen. OKeh machte mit einigen seiner Interpreten die unternehmerisch kühnsten Aufnahmen der frühen amerikanischen Musikindustrie.

## Künstler
Okeh veröffentlichte u. a. folgende Künstler:
| - Vernon Dalhart - Fiddlin’ John Carson - Moonshine Kate - Scottdale String Band | - Ernest Tubb - Link Davis - Al Dexter - Rex Cole’s Mountaineers | - The Hoosier Hot Shots - Gene Autry - Frank Ferera - Earl Johnson | - Billy Murray - Mamie Smith - Henry Whitter - Arthur Fields |